# Херманус
Херманус или Херманюс (африк. и англ. Hermanus) — небольшой город на юго-западе Южно-Африканской Республики, на территории Западно-Капской провинции. Входит в состав района Оферберх. Административный центр местного муниципалитета Оферстранд. Состоит из трёх частей: собственно Хермануса, Сандбая и Цвелихле.

## История
Поселение, из которого позднее вырос город, было основано в 1855 году. В 1904 году Херманус получил статус муниципалитета. Название города связано с именем учителя Хермануса Питерса (Hermanus Pieters), обучавшего детей местных фермеров голландскому языку.

## Географическое положение
Город расположен в южной части провинции, на побережье бухты Уокер-Бей Атлантического океана, на расстоянии приблизительно 62 километров (по прямой) к юго-востоку от Кейптауна, административного центра провинции. Абсолютная высота — 27 метров над уровнем моря.

## Климат
Климат города субтропический средиземноморский. Среднегодовое количество осадков — 518 мм. Наибольшее количество осадков выпадает в период с апреля по октябрь. Средний максимум температуры воздуха варьируется от 15,9 °C (в июле), до 24,9 °C (в феврале). Самым холодным месяцем в году является июль. Средняя минимальная ночная температура для этого месяца составляет 6,8 °C.

## Население
По данным официальной переписи 2011 года, совокупное население Хермануса, Сандбая и Цвелихле составляло 32 769 человек, из которых мужчины составляли 49,2 %, женщины — соответственно 50,8 %. В расовом отношении негры составляли 55,9 % от населения города, белые — 25,4 %, цветные — 16,8 %, азиаты (в том числе индийцы) — 0,3 %, представители других рас — 1,6 %. Наиболее распространёнными среди горожан языками были: коса (44,5 %), африкаанс (32,1 %), английский (11,8 %) и сесото (1,7 %).

## Транспорт
Через город проходит региональное шоссе R43. К западу от Хермануса расположен небольшой одноимённый аэропорт (ICAO: FAHM).